# Leptarthroides schuhi
Leptarthroides schuhi – gatunek chrząszcza z rodziny stonkowatych i podrodziny Galerucinae. Jedyny z monotypowego rodzaju Leptarthroides.
Gatunek i rodzaj zostały opisane w 2009 roku przez Rona Beenena na podstawie 1 samca i 4 samic, odłowionych w 1999 roku na górze Kènèdi Taung.
Chrząszcz o wydłużonym ciele długości 7,85 mm u samca i 9,5 mm u samic. Ubarwiony czarno z wyjątkiem małych, żółtych kropek na ciemieniu i pokryw, które są niebiesko połyskujące z żółtymi znakami. Głowa niepunktowana, o kwadratowych i płaskich guzkach czołowych. Czułki o pierwszych trzech członach rzadko, a pozostałych gęsto owłosionych. Krawędzie przednia i tylna przedplecza nieobrzeżone, boczne zaś zakrzywione. Brzeg przedni przedplecza lekko wykrojony, a pośrodku prostego brzegu tylnego znajduje się małe wcięcie. Największą szerokość osiąga przedplecze między przednimi kątami. Zapiersie krótkie, nieprzykrywające śródpiersia wyrostkiem. Golenie tylnej pary odnóży z ostrogami u wierzchołka. Pokrywy u nasady szerokości przedplecze, silnie rozszerzone ku środkowi, a następnie zaokrąglone ku szczytom.
Owad znany wyłącznie z gór Czin w birmańskim stanie Czin.